# Главы правительств РСФСР

## ПредседателиСовета народных комиссаров РСФСР
Фактически, самая влиятельная правительственная должность РСФСР, в силу отсутствия республиканской партии.
|  | Начало полномочий         | Окончание полномочий | Имя                            |
|  | ------------------------- | -------------------- | ------------------------------ |
|  | 27 октября/ 9 ноября 1917 | 21 января 1924       | Ульянов (Ленин) Владимир Ильич |
|  | 2 февраля 1924            | 18 мая 1929          | Рыков Алексей Иванович         |
|  | 18 мая 1929               | 3 ноября 1930        | Сырцов Сергей Иванович         |
|  | 3 ноября 1930             | 22 июля 1937         | Сулимов Даниил Егорович        |
|  | 22 июля 1937              | 17 сентября 1938     | Булганин Николай Александрович |
|  | 29 июля 1939              | 2 июня 1940          | Вахрушев Василий Васильевич    |
|  | 2 июня 1940               | 23 июня 1943         | Хохлов Иван Сергеевич          |
|  | 23 июня 1943              | 15 марта 1946        | Косыгин Алексей Николаевич     |

## ПредседателиСовета министров РСФСР
|  | Начало полномочий | Окончание полномочий | Имя                           |
|  | ----------------- | -------------------- | ----------------------------- |
|  | 15 марта 1946     | 23 марта 1946        | Косыгин Алексей Николаевич    |
|  | 23 марта 1946     | 9 марта 1949         | Родионов Михаил Иванович      |
|  | 9 марта 1949      | 20 октября 1952      | Черноусов Борис Николаевич    |
|  | 20 октября 1952   | 24 января 1956       | Пузанов Александр Михайлович  |
|  | 24 января 1956    | 19 декабря 1957      | Яснов Михаил Алексеевич       |
|  | 19 декабря 1957   | 31 марта 1958        | Козлов Фрол Романович         |
|  | 31 марта 1958     | 23 ноября 1962       | Полянский Дмитрий Степанович  |
|  | 23 ноября 1962    | 23 июля 1971         | Воронов Геннадий Иванович     |
|  | 28 июля 1971      | 24 июня 1983         | Соломенцев Михаил Сергеевич   |
|  | 24 июня 1983      | 3 октября 1988       | Воротников Виталий Иванович   |
|  | 3 октября 1988    | 15 июня 1990         | Власов Александр Владимирович |
|  | 18 июня 1990      | 26 сентября 1991     | Силаев Иван Степанович        |